# Viorel Păunescu
Viorel Păunescu (n. 11 iulie 1935 în Fărcășești) este un om de afaceri român, președinte al consiliului de administrație al clubului de fotbal Steaua București în perioada 1998–2003, fiind în prezent președintele de onoare al aceluiași club.
S-a lansat în handbal la Locomotiva Gara de Nord, jucând între anii 1955-1964 și la CSA Steaua București și CS Dinamo București și a făcut parte din echipa națională de handbal în 11. Din noiembrie 2005 până în noiembrie 2013 a îndeplinit funcția de președinte al Federației Române de Natație. A condus mai multe afaceri în domeniul turismului alături de frații săi George și Valentin (decedat), printre care barul Melody, Star Lido 3 și compania hotelieră Intercontinental România.